# Roundnet
Le roundnet (usuellement appelé spikeball d'après le nom de la marque fabriquant les accessoires) est un sport d'équipe inspiré du volley-ball qui se joue avec une balle et un filet de rebond circulaire ressemblant à un trampoline. 
Les termes francophones pour désigner ce sport sont balle volée, balle au rebond ou passe-passe-trampoline au Québec selon l'Office québécois de la langue française et au Canada.
Le sport, connu sous le nom spikeball, est la lexicalisation de la marque de commerce Spikeball, qui est le fabricant ayant popularisé ce sport. Pour éviter une généralisation du terme et la perte de la marque de commerce, la compagnie a proposé de renommer le sport roundnet vers 2015.

## Principe de jeu
Le sport se joue en équipes de 2 contre 2 distribuées autour du filet. Les joueurs d'une même équipe sont côte à côte avant le service ; une fois la balle en jeu, les joueurs peuvent se déplacer tout autour du filet. La balle doit être frappée à tous les coups. La balle est mise en jeu par un service qui doit rebondir sur le filet vers l'équipe adverse. L'équipe receveuse peut faire jusqu'à 3 touches, alternées entre les joueurs, avant de retourner la balle à l'autre équipe en la faisant rebondir sur le filet. A  noter que les serveurs doivent obligatoirement  se trouver derrière la ligne de service pour que le service soit valide.
Un point est marqué lorsque la balle touche le sol ou l'anneau du filet ou lorsqu'elle rebondit plus d'une fois sur le filet. Un point est marqué à tous les jeux, peu importe quelle équipe a la possession du service. Lorsqu'une équipe marque un point, le service lui revient. À chaque gain de service, le joueur effectuant le service doit alterner. Le joueur servant doit changer de position avec son coéquipier à chaque service, si l'équipe le conserve pendant plusieurs points. Le match prend fin lorsqu'une équipe atteint le nombre de points désignés, typiquement 15 ou 21 points, avec au moins deux points d'écart.  
Il existe également des variations pour 2, 3 et 6 joueurs. 

## Histoire
Le sport a été inventé par Jeff Knurek alors qu'il travaillait pour I.D.E.A (Inventors, Dreamers, Explorers and Artists) comme concepteur de jouets,. Le jeu, nommé Spikeball, a été acheté et commercialisé par Tomy Games (aujourd'hui Takara Tomy) en 1989,.  Celui-ci a cependant été popularisé par Chris Ruder à partir de 2008. Le jeu n'étant plus sur le marché depuis plusieurs années, n'ayant jamais été breveté et la marque de commerce étant expirée, Chris Ruder et son équipe ont réclamé la marque et créé Spikeball qui est devenue une marque déposée,. Pendant les cinq premières années, la vente s'est réalisée en ligne uniquement, autour de 2014, les produits ont commencé à être disponibles en magasin. En 2013, la compagnie a atteint un revenu annuel d'un million de dollars. Ruder a donc quitté son emploi pour se concentrer à temps plein à Spikeball,.      
La participation de Spikeball à l'émission Shark Tank le 15 mai 2015 sur ABC a également contribué à la popularité du sport. La contribution d'un investisseur devait servir à appuyer l'augmentation de production pour répondre à la demande, mais l'exposition de l'émission a été suffisante pour attirer de nombreux partisans supplémentaires,. Pendant l'émission, une entente a été conclue avec Daymond John offrant 500 000 $ en échange de 20 % des parts de la compagnie, ce qui ne convenait pas à Chris Ruder souhaitant conserver plus de contrôle et laissant seulement 10 % des parts,. L'entente n'a donc jamais été entérinée et est morte avant même la diffusion de l'émission,.     
Il existe désormais d'autres fabricants d'équipements tels que Rashball, Slammo et Bounceball.     
Le sport est devenu populaire entre autres grâce à sa simplicité, son accessibilité et sa facilité de transport en étant démontable. Le sport se joue partout tant sur le gazon que sur le sable ou le gravier. Il est possible d'observer des amateurs dans les parcs, à la plage, dans leur cour arrière, dans les gymnases, etc.      
Des tournois compétitifs de roundnet sont organisés un peu partout aux États-Unis par la Spikeball Roundnet Association ou d'autres organismes indépendants. Certains tournois sont même diffusés sur la chaîne de sports ESPN.       
En plus des États-Unis, le sport a gagné des adeptes ailleurs dans le monde. De nombreuses associations de roundnet ont été créées dans plusieurs pays d'Europe (Royaume-Uni, Irlande, République tchèque, France, Belgique, Pologne, Danemark, Allemagne et Norvège) et dans plusieurs régions du Canada (Colombie-Britannique, Ontario, Québec),,,.
De nombreuses compétitions plus amicales ont également lieu lors de festivals, de fêtes ou divers événements publics.       

## Équipement
- Le filet a un diamètre de 91 cm (3 pieds) et une hauteur de 20 cm (8 pouces).
- Le filet est monté sur un anneau divisé en cinq parties et cinq pattes démontables pour être facilement transporté.
- La tension du filet doit être ajustée de sorte qu'elle soit égale sur toute la surface. Une balle tombée d'une hauteur de 1,5 m (5 pieds) du filet doit rebondir de 30 cm (20 pouces) au-dessus du filet.
- La balle doit être gonflée de sorte à obtenir une circonférence de 30 cm (12 pouces).
- Un terrain plat (plage, gazon, gymnase, etc.) d'environ 7,6 m par 7,6 m (30 pieds par 30 pieds) est recommandé pour avoir suffisamment d'espace de jeu sans obstruction. Aucune limite de terrain n'existe.
- Une ligne de service à 1,83 m (7 pieds) du bord du filet ou à 2,13 m (8,5 pieds) du centre du filet doit être tracé, si possible, pour marquer la position de service[17].